# Bosch Rexroth
Bosch Rexroth B.V. is een bedrijf en onderdeel van de divisie Industrial Technology van Robert Bosch GmbH.

## Activiteiten en locaties
Bosch Rexroth is internationaal marktleider op het gebied van aandrijf- en besturingstechnologie. De technologiegebieden zijn elektrische aandrijvingen en besturingen, industriële hydraulica en mobiele hydraulica, lineaire en assemblagetechnologie (tot medio 2013 ook pneumatiek) en diensten.
De belangrijkste industrieën waarin Bosch Rexroth actief is:
- Landbouw en bosbouw
- Bouw en infrastructuur
- Energie- en nutsbedrijven
- Logistiek en vervoer
- Materialen en hulpbronnen
- Recycling en afvalverwerking
- Hernieuwbare energieën
- Halfgeleiders en elektronica.

Het hoofdkantoor zit in Boxtel. In Eindhoven worden halfgeleiders en elektronica voor bewegingscontrole in nanotechnologie ontwikkeld. In Haarlem zit de sales en service center voor compacte hydrauliek.

## Geschiedenis

### 1795 - 1976
Het bedrijf Rexroth dateert uit 1795, toen de familie Rexroth de onderneming Höllenhammer in Elsavatal overnam. Later neemt het bedrijf de Stein'schen ijzergieterij in Lohr am Main over. In deze Duitse plaats vlak bij Frankfurt is nu het hoofdkantoor van Bosch Rexroth gevestigd. In 1930 pioneerde Rexroth met een speciale nieuwe gietmethode die wereldwijd als een doorbraak werd gezien. Vele jaren en ontwikkeling later lanceert het bedrijf in 1952 een serie gestandaardiseerde hydraulische componenten. In 1965 neemt Rexroth het bedrijf Indramat GmbH, Lohr over en treedt toe in de wereld van electrical control engineering.
In 1968 werd Mannessman AG aandeelhouder en ontstond Mannessman Rexroth.
Gedurende de jaren 1972-1976 wordt het productportfolio uitgebreid met axial piston pumps en motoren door de overname van Hydromatic GmbH, Elchingen en Bruehninghaus GmbH, Horb. 

### 1977 - 2013
In 1977 vertakt het bedrijf in gear en coupling-technologie door de overname van Lohmann+Stolterfoht GmbH, Witten. In dit jaar wordt in het buurland Nederland ook het bedrijf Hydraudyne overgenomen. Hydraudyne, opgericht door Joop van As en Dick Huijgen in 1954, was tot die tijd voornamelijk actief in de hydrauliek voor de baggerindustrie, en scheepsliften. Hydraudyne leverde onder andere de hydraulische installatie (maar niet de cilinders) voor de Oosterscheldekering in het kader van de stormvloedkering en hierbij werd er een recordlengte van 56 kilometer hydraulisch leidingwerk gebruikt. Tevens zijn de installaties voor de Hartelkering en de Maeslantkeering een product van het bedrijf.
In 1987 was het bedrijf betrokken bij het zes meter liften van de olieproductieplatformengroep Ekofisk welke in de golven dreigde te verdwijnen. Met de overname van Deutsche Star GmbH, Schweinfurt, wordt het productenpallet van Mannessman Rexroth uitgebreid met Linear motion technologie. Na de overname van AB Mecman, Stockholm (pneumatiek) in 1992 groeit het bedrijf richting pneumatic engineering. 
In 2000 komt Rexroth te koop in de markt en wordt in 2003 overgenomen door Robert Bosch GmbH. In november 2005 neemt Rexroth het bedrijf Nyquist over waarmee ze een groot aandeel krijgen in de motion control voor semiconductors en medische apparatuur. In 2008 nam Bosch Rexroth Oil Control over waarmee Rexroth zijn compact hydrauliek markt uitbreid.  

### 2014 - 2022
Vooral binnen de hydraulische industrie heeft Bosch Rexroth grote bekendheid op het gebied van aandrijf- en besturingstechnologie. Naast hydrauliek en elektronische besturings- en aandrijvingstechnologie was het bedrijf tot 2014 ook actief in pneumatiek.   
In 2022 is het bedrijfsgedeelte ‘Large Projects’ (inclusief de merknaam Hydraudyne) van Bosch Rexroth overgenomen door het familiebedrijf Van Halteren Groep. Bosch Rexroth Nederland blijft gevestigd in Boxtel, Eindhoven en Haarlem en ontwikkelt, bouwt en installeert complete aandrijf- en besturingssystemen.  